# أمالي لويل
أمالي لويل (مواليد 17 أبريل 1994) هي لاعبة نرويجية متخصصة في سباق 400 متر حواجز.